# Фессалоники (фема)

Византийская Греция в 900 году

Фема Фессалоники (греч. θέμα Θεσσαλονίκης) — военно-административная единица Византийской империи, расположенная в южной части Балканского полуострова и включавшая различные части Центральной и Западной Македонии вокруг Фессалоник, вторым наиболее важным городом империи.

## История
Во времена Поздней Античности Фессалоники были столицей римской провинции Македония и диоцеза Македония, а также резиденцией префекта Иллирийской префектуры. С потерей большинства балканских внутренних районов в результате славянского вторжения в VII веке власть префекта (по-гречески «епарх») была в значительной степени ограничена территорией города и его ближайших окрестностей. Епарх продолжал управлять Фессалониками до начала IX века, когда он был заменен стратигом, ставшим во главе новой фемы Фессалоники.
Стратиг Фессалоник упоминается в первый раз в 836 году, но письмо императора Михаила II Травла франкскому королю Людовику Благочестивому может указывать на наличие фемы уже в 824 году. Историк Уоррен Треадголд относит дату создания фемы на 809 год во время славянской кампании императора Никифора I, который расширил византийское правление на внутренние районы. Тридголд также предположил, что фемные войска в IX веке насчитывали около двух тысяч человек. На востоке фема распространилась на реку Стримон и фему с одноименным названием. На юге она была ограничена фемой Эллада где-то в северной Фессалии. Её западные и северные границы были неопределенными, постоянно изменяясь во время войны между византийцами и местными славянскими племенами, а впоследствии и с болгарами.
При императоре Иоанне I Цимисхии, дукс, командовавший профессиональными войсками тагматами, размещенными в феме, был переведен в город и, кажется, сосуществовал некоторое время со стратигом прежде чем принял обязанности последнего. В XI веке дукат Фессалоник имел такую важность, что он часто управлялся членами императорской семьи. Город и большая часть Македонии были захвачены латинянами после Четвёртого Крестового похода и стали частью королевства Фессалоник, которое просуществовало до 1224 года, когда оно было захвачено Эпирским царством. Фема была воссоздана после того, как город, и большая часть Македонии перешли к Никейской империи в 1246 году и просуществовала до захвата турками-османами в 1392 году. К этому времени, однако, эта фема была существенно уменьшена до предела самого города. Возвращенный Византией в 1402 году, город стал резиденцией деспота, пока город не был сдан Венеции в 1423 году во время очередной осады турками, которая закончилась завоеванием города в 1430 году.